# Chiến tranh Hoa Kỳ – México
Chiến tranh Hoa Kỳ – México, còn được gọi là Chiến tranh México tại Mỹ và ở México với tên gọi là Intervención estadounidense en México (sự can thiệp của Hoa Kỳ tại México), là một cuộc xung đột vũ trang giữa Hoa Kỳ và Mexico từ năm 1846 đến 1848. Sau khi Mỹ sáp nhập Texas năm 1845, vốn không được chính phủ México công nhận, họ vẫn đang tranh cãi về vân đề Hiệp ước Velasco do Tổng thống của Mexico là Antonio López de Santa Anna ký sau Cách mạng Texas kéo dài một thập kỷ trước. Năm 1845, Tổng thống Hoa Kỳ mới đắc cử James K. Polk đã nảy ra ý định mở rộng lãnh thổ đất nước và xem việc sáp nhập Texas là bước đi đầu tiên trong tiến trình đó. Ông đã gửi quân đến lãnh thổ bị tranh chấp và phái đoàn ngoại giao tới Mexico. Sau khi lực lượng Mexico tấn công quân đội của Hoa Kỳ, Quốc hội Hoa Kỳ đã tuyên chiến với nước này.
Các lực lượng Hoa Kỳ tiến quân dọc theo thượng nguồn sông Rio Grande và tỉnh Alta California ven biển Thái Bình Dương. Mỹ đánh chiếm thành phố Santa Fe de Nuevo México chớp nhoáng, rồi di chuyển về phía nam. Trong khi đó, Hải đội Thái Bình Dương của Hải quân Hoa Kỳ phong tỏa bờ biển Thái Bình Dương xa hơn về phía nam ở vùng lãnh thổ Baja California Hạ. Quân đội Hoa Kỳ dưới quyền Thiếu tướng Winfield Scott chiếm được Thành phố Mexico sau khi gặp sự kháng cự mạnh mẽ. Họ trước đó đã tuần hành về phía tây từ cảng Veracruz trên Bờ Vịnh, nơi Hoa Kỳ tổ chức cuộc đổ bộ thủy quân lục chiến lớn đầu tiên.
Hiệp ước Guadalupe Hidalgo năm 1848, buộc tàn dư của chính phủ Mexico, chấm dứt chiến tranh và bàn giao Nhượng địa Mexico, các lãnh thổ phía bắc Alta California và Santa Fe de Nuevo México cho Hoa Kỳ. Hoa Kỳ đã đồng ý trả khoản bồi thường 15 triệu đô-la cho các thiệt hại về cơ sở hạ tầng và cũng bao gồm khoản nợ 3,25 triệu đô-la mà chính phủ Mexico còn nợ trước đó đối với Hoa Kỳ. Mexico thừa nhận sự li khai của những gì mà đã trở thành Tiểu bang Texas và chấp nhận sông Rio Grande sẽ là biên giới phía bắc với Hoa Kỳ.
Thắng lợi của Hoa Kỳ trong cuộc chiến tranh đã khiến cho tinh thần yêu nước vĩ đại bùng cháy trong lòng người dân ở quốc gia này. Còn ở Mexico, thất bại thảm hại trong chiến tranh đã làm cho tình hình xã hội ở nước này trở nên tồi tệ hơn do tình trạng hỗn loạn trong nước và tổn thất nhân lực, và nhiều người Mexico gọi sự thất bại này là "tình trạng suy thoái và hủy hoại".